# 진온라인
진온라인게임은 2010년에 오픈 베타를 한 중화인민공화국의 롤플레잉 게임이다.